# Juan de Almenara
Juan de Almenara – pierwszy mistrz zakonu Św. Jerzego z Alfamy. Pełnił swoją funkcję w latach 1201-1213.